# Giovanni Palmieri (tennista)
Giovanni Palmieri (Roma, 11 ottobre 1906 – Bologna, 13 febbraio 1982) è stato un tennista italiano, vincitore del torneo di singolare agli Internazionali d'Italia del 1934. Sul database di Tennis Archives sono riportati 49 tornei da lui vinti in singolare, al netto dei campionati italiani assoluti.

## Carriera
Di umili origini, si avvicina al tennis come raccattapalle al Circolo Tennis Parioli di Roma. Divenutone il custode, si guadagna da vivere come allenatore dei soci del circolo ma, come professionista, non può partecipare né ai grandi tornei internazionali né alla Coppa Davis, riservati ai dilettanti.
Viene riqualificato dilettante dal Presidente della Federazione Alessandro Lessona solo nel 1932, a venticinque anni. Fa il suo esordio in Coppa Davis contro la Spagna (vittoria dell'Italia per 4-1). Gioca dieci incontri con la squadra italiana vincendone cinque e giungendo nella finale europea. Sarà però il suo unico anno in azzurro. Nel 1933, infatti, viene approvata una norma che inibisce la riqualificazione degli ex-professionisti nei tornei a squadre, escludendolo quindi dagli incontri della nazionale.
Nel 1932 vince comunque i tornei di Santa Margherita Ligure, Bordighera e Cortina d'Ampezzo. Agli Internazionali d'Italia perde in semifinale da Pat Hughes. Al Roland Garros giunge al terzo turno, sconfitto dall'irlandese George Lyttleton-Rogers.  È per la prima volta campione italiano assoluto, sia nel singolare che nel doppio, in coppia con Augusto Rado. Si ripeterà  nel singolare per cinque anni consecutivi (1932-1936), e due volte nel doppio misto (1933 e 1934), in coppia con Anna Luzzatti. 
Nel 1933 vince i tornei di Alassio, Venezia, Capri e Rapallo. Agli Internazionali d'Italia raggiunge la semifinale dove è sconfitto da André Martin-Legeay e la finale del doppio in coppia con Emanuele Sertorio. Al Roland Garros non va oltre il secondo turno.
Nel 1934 vince finalmente gli Internazionali d'Italia, battendo in semifinale l'irlandese Lyttleton Rogers e in finale il grande rivale Giorgio De Stefani, sancendo un ideale passaggio di consegne sul piano nazionale. Si aggiudica anche il torneo di doppio in coppia con Lyttleton Rogers. Al terzo turno del Roland Garros costringe al quinto set  Gottfried von Cramm, e vince nuovamente i tornei di Alassio, Rapallo e Bordighera.
Inizia il 1935 vincendo gli Internazionali d'Austria (battendo in finale nuovamente De Stefani), il Torneo di Monte Carlo, vendicandosi in semifinale su Von Cramm e battendo in finale Bunny Austin. Vince nuovamente ad Alassio e poi a Viareggio, nella Tennis Napoli Cup e ai Campionati Internazionali di Sicilia. Perde in finale con lo statunitense Wilmer Hines agli Internazionali d'Italia, dove è campione uscente e stabilisce il primato italiano d'incontri consecutivi vinti nel torneo, con 10, eguagliato 23 anni più tardi da Nicola Pietrangeli. Ottiene il miglior risultato al Torneo di Wimbledon, raggiungendo il terzo turno, dove perde da Roderich Menzel.
Nel 1936 si aggiudica nuovamente i tornei di Alassio e Bordighera, a cui aggiunge quelli di Genova, Trieste, Lugano e Sanremo.
Bissa gli importanti tornei di Napoli e di Sicilia, che nel 1937 vince per il terzo anno consecutivo. Sono le sue ultime vittorie. Gareggerà ancora  da "dilettante" sino al 1953, per poi passare alla categoria "maestri".
Muore a Bologna il 13 febbraio 1982 all'età di 75 anni.